# Болесь
«Болесь» (слов.: «Boles») — мультфильм 2013 года словенского режиссёра Шпелы Чадеж, по мотивам одноимённого рассказа Максима Горького.

## Сюжет
Начинающий писатель Филипп снимает в квартиру в бедном районе, стараясь не водить близкого знакомства с соседями, избегая их. Но его соседка Тереза — уже немолодая, вульгарная проститутка, как-то обращается к нему с просьбой напечатать под её диктовку письмо её жениху Болесю. Филипп вынужденно соглашается, с тайной предвзятой неприязнью, изображая вежливость. Крайне удивленному нежнейшим тоном письма и изысканными любовными признаниями, Филиппу через пару дней придётся удивиться ещё больше, когда Тереза снова приходит к нему с просьбой продиктовать письмо, которое оказывается… ответом Болеся.

## Критика
Это очень чувствительная история о странной дружбе в мире полном одиноких людей. В своем первом фильме автор выразила фантастическое чувство социальных отношений в технике марионеток.Оригинальный текст (англ.) It is a very sensitive story about a strange friendship in a world full of lonely people. In her first film the author expressed a fantastic sense for social relationships in the technique of puppets.— Международный фестиваль анимационных фильмов в Анси, где мультфильм номинировался на Гран-при «Кристал»
Мария Терещенко, известный специалист по анимации, программный директор Большого фестиваль мультфильмов, писала, что если другие мультфильмы начинающего режиссёра Шпелы Чадеж заслуживают внимания её своеобразным авторским стилем — интересные куклы, причудливая лиричность, пронзительная, однако, избегающая малейшей пошлости или дешёвой сентиментальности — но всё-таки они хоть и интересны, но не обязательны к просмотру, то этот мультфильм резко выделяется:

«Болесь» — это фильм, несомненно выдающийся, глубоко поражающий и удивляющий возможностью для множества интерпретаций. … Оставив за кадром горьковское морализаторство, Шпела сделала фильм не только (и даже, может, не столько) о потребности в любви, сколько о необходимости вымышленного мира.

## Призы и фестивали
- 2013 —  Франция Международный фестиваль анимационных фильмов в Анси — номинация на Гран-при «Кристал» в категории «Лучший короткометражный мультфильм».
- 2013 —  Испания Международный кинофестиваль в Вальядолиде — главный приз «Золотой колос» в категории «Лучший короткометражный фильм».
- 2013 —  Эстония Таллиннский кинофестиваль «Тёмные ночи» — номинация на главный приз в секции анимационных фильмов Animated Dreams;
- 2013 —  Польша Варшавский кинофестиваль — номинация на Гран-при в категории короткометражных фильмов.
- 2013 —  Германия Международный фестиваль документального и анимационного кино в Лейпциге — главный приз «Золотой голубь» за анимационный фильм.
- 2014 —  Германия Международный фестиваль короткометражного кино в Дрездене — номинация на Гран-при «Золотой всадник», победитель в категории «Лучший анимационный фильм».
- 2014 —  Япония Международный анимационный фестиваль в Хиросиме — номинация на Гран-при, приз за лучший дебют режиссёру Шпеле Чаджеш.
- 2014 —  Россия XXI-й Международный фестиваль анимационных фильмов «Крок» — диплом «За лучшую экранизацию».[2]